# Schweibach (Lauterhofen)

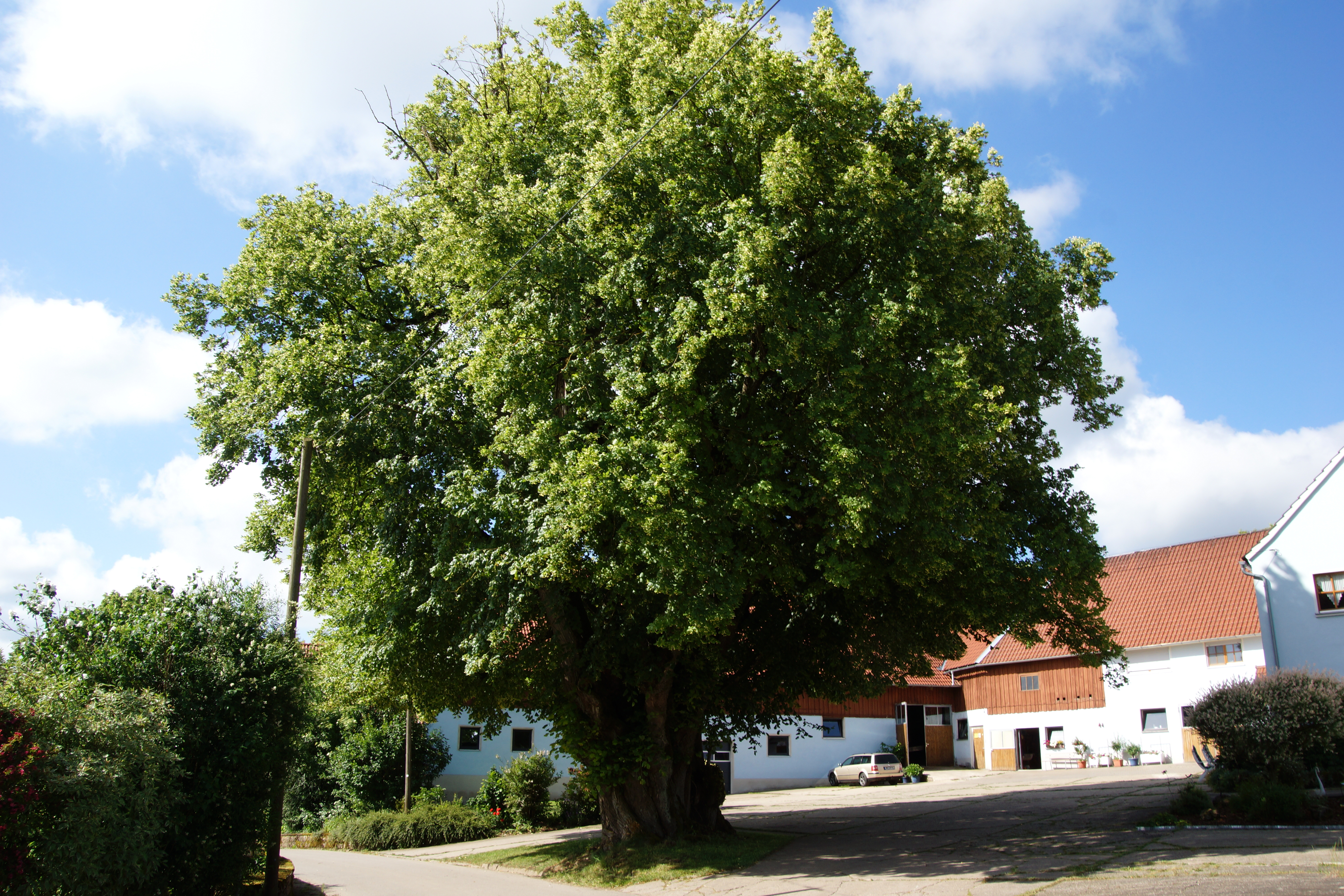
Linde in Schweibach (2014)

Schweibach ist ein Gemeindeteil des Marktes Lauterhofen im Landkreis Neumarkt in der Oberpfalz. Es handelt sich um eine Einöde mit zwei Häusern.
Kirchlich gehört Schweibach zur Pfarrei Lauterhofen im Dekanat Habsberg.
Am 1. Juli 1972 wurden Brunn mit Fischermühle, Hadermühle, Hansmühle, Inzenhof, Marbertshofen, Niesaß und Schweibach nach Lauterhofen eingemeindet während Bärnhof, Brünnthal und Mennersberg nach Kastl eingemeindet wurden.
Baudenkmäler sind für die Einöde nicht in die amtliche Liste eingetragen.